# كينت أندرسون
كينت أندرسون (بالسويدية: Kent Andersson)‏ هو كاتب مسرحي وممثل سويدي، ولد في 2 ديسمبر 1933 بغوتنبرغ في السويد، وتوفي بنفس المكان في 3 نوفمبر 2005.

## وصلات خارجية
- كينت أندرسون على موقع IMDb (الإنجليزية)
- كينت أندرسون على موقع ميوزك برينز (الإنجليزية)
- كينت أندرسون على موقع أول موفي (الإنجليزية)
- كينت أندرسون على موقع قاعدة بيانات الأفلام السويدية (السويدية)
- كينت أندرسون على موقع ديسكوغز (الإنجليزية)
- كينت أندرسون على موقع كينوبويسك (الروسية)